# Endopeptidase neutra
A endopeptidase neutra (nome aceite pela NC-IUBMB: neprilisina)  é uma enzima componente do sistema renina angiotensina aldosterona.

## Sinonímia
- Neprilisina
- CALLA (common acute lymphoblastic leukemia-associated)
- Antígenos CALLA
- Glicoproteína	CALLA
- Glicoproteínas CALLA
- CD10
- NEP
- Antígeno da leucemia linfoblástica aguda
- Antígeno comum da leucemia linfoblástica aguda
- Antígeno comum associado a leucemia linfoblástica aguda
- Endopeptidase
- Endopeptidase 24.11
- Endopeptidase-2
- Endopeptidase neutra da borda em escova renal
- Peptidase neutra da borda em escova renal
- Proteinase neutra da borda em escova renal
- Metaloendopeptidase de membrana
- Endopeptidase neutra
- Endopeptidase neutra 24.11
- Metaloendopeptidase neutra